# Andrónico II Paleólogo
Andrónico II Paleólogo (em grego: Ανδρόνικος Β' Παλαιολόγος) (25 de março de 1259 – 13 de Fevereiro de 1332), foi imperador bizantino entre 1282 e 1328. Andrónico II Paleólogo era o filho sobrevivo mais velho do imperador Miguel VIII Paleólogo e de Teodora Ducena Vatatzina, sobrinha-neta de João III Ducas Vatatzes.

## Vida
Andrónico II Paleólogo foi proclamado co-imperador em 1261, na sequência da reconquista de Constantinopla ao Império Latino pelo seu pai Miguel VIII, mas foi coroado apenas em 1272. Andrónico II tornou-se o único imperador em 1282 e repudiou imediatamente a união - extremamente impopular - da Igreja Ortodoxa com a Santa Sé de Roma, que o seu pai promovera, mas mostrou-se incapaz de resolver o cisma daí decorrente no seio do próprio clero ortodoxo até 1310. Andrónico II foi também atormentado por dificuldades económicas, e durante o seu reinado o valor do hipérpiro bizantino caiu catastroficamente enquanto a fazenda imperial cobrava até sete vezes menos receita fiscal (em numerário) do que anteriormente. Lutando para reduzir as despesas e aumentar as receitas, Andrónico II aumentou os impostos e cortou nas isenções fiscais, ao mesmo tempo que desmobilizava a armada bizantina, deixando assim o império cada vez mais dependente das repúblicas rivais de Veneza e de Génova. 
Andrónico II procurou resolver alguns dos problemas do Império Bizantino através da diplomacia. Depois da morte da sua primeira mulher, o imperador casou-se com Irene de Monferrato (originalmente baptizada Iolanda), pondo assim um termo às pretensões dos Monferrato ao trono do Reino de Salonica. Andrónico II tentou também casar o seu filho mais velho e co-imperador Miguel IX Paleólogo com a imperatriz latina Catarina I de Courtenay, procurando desta forma reduzir ou mesmo acabar com as movimentações ocidentais para restaurar o Império Latino. Outra aliança matrimonial destinava-se a acabar com os conflitos territoriais com a Sérvia na região da Macedónia, com o imperador a casar a sua filha de cinco anos de idade Simonis com o rei Estêvão Milutin em 1298.
Apesar da solução dos problemas na Europa, Andrónico II enfrentava a oriente o colapso da fronteira bizantina na Ásia Menor. Depois do fracasso do co-imperador Miguel IX em travar o avanço dos Turcos na Anatólia em 1300, o governo bizantino contratou a Companhia Catalã dos Almogávares de Rogério de Flor (aventureiros oriundos de Aragão e da Catalunha) para combaterem os inimigos do império na Ásia Menor. Apesar de alguns êxitos iniciais, os catalães não conseguiram consolidar as suas conquistas. Envolveram-se em conflitos com Miguel IX e acabaram por se voltar contra os seus patrões bizantinos depois do assassínio de Rogério de Flor em 1305. Devastaram a Trácia, a Macedónia e a Tessália, à medida que avançavam para a Grécia latina. Ali conquistaram o Ducado de Atenas e Tebas. Os Turcos continuaram a avançar e a tomar territórios e praças bizantinas, e Bursa caiu em 1326. No final do reinado de Andrónico II a maior parte da Bitínia já estava nas mãos dos Otomanos de Osmã I e do seu filho Orcano I.

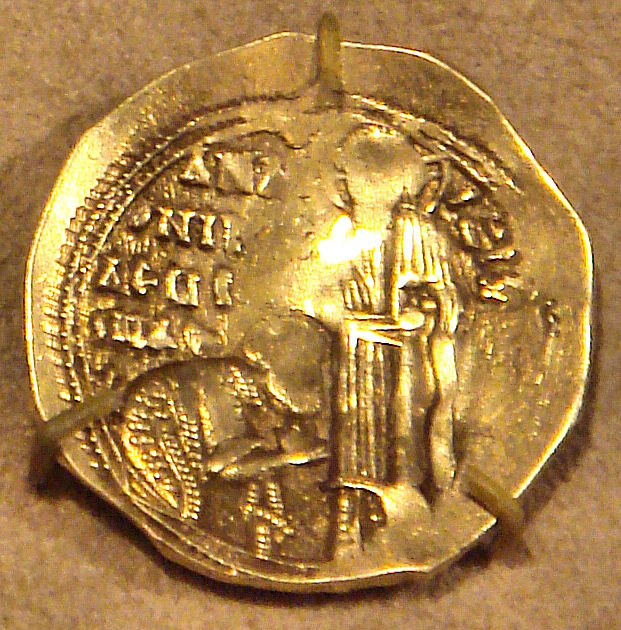
Hipérpiro de ouro de Andrónico II
(ajoelhando-se perante Jesus Cristo)

Quem tirou partido dos problemas do império foi Teodoro Esvetoslau da Bulgária, que derrotou Miguel IX e conquistou uma parte significativa do nordeste da Trácia entre 1305 e 1307. O conflito acabou com mais um casamento dinástico, desta vez entre Teodora Paleóloga, filha do imperador Miguel IX, e Teodoro. O comportamento dissoluto do filho de Miguel IX, Andrónico III, levou a uma cisão interna na família, e depois da morte de Miguel IX em 1320, Andrónico II afastou o seu neto da sucessão ao trono imperial, iniciando deste modo uma guerra civil que duraria até 1328 com algumas interrupções. O conflito propiciou a ingerência búlgara através de Miguel Asen III da Bulgária, que tentou capturar Andrónico II sob a artimanha de lhe enviar auxílio militar. Andrónico III entrou em triunfo em Constantinopla em 1328 e Andrónico II foi obrigado a abdicar e a confinar-se num mosteiro. Terminou os seus dias como monge em 1332.

## Família
Em 1274, Andrónico II casou-se em primeiras núpcias em Ana da Hungria, princesa da Hungria, filha do rei Estêvão V da Hungria, com quem teve dois filhos:
- Miguel IX Paleólogo
- Constantino Paleólogo, déspota

Após a morte de Ana, em 1281, Andrónico II casou-se novamente em 1284 com Irene (Iolanda) de Monferrato, filha do marquês Guilherme VII de Monferrato, com quem teve:
- João Paleólogo, déspota;
- Teodoro I de Monferrato;
- Demétrio Paleólogo, déspota e pai da imperatriz bizantina Irene Paleóloga;
- Simonis Paleóloga, esposa do rei Estêvão Milutino, do Reino da Sérvia.

Andrónico II teve também pelo menos duas filhas ilegítimas:
- Irene, que se casou com João II Ducas, senhor da Tessália;
- Maria, que se casou com Tocta, cã da Horda Dourada.